# Процесинговий центр
Процесинговий центр — уповноважений платіжною системою спеціалізований обчислювальний центр, який забезпечує інформаційну та технологічну взаємодію між учасниками розрахунків.
Процесинговий центр містить дані про членів платіжної системи, забезпечує обробку запитів на авторизацію, обробку протоколів транзакцій, які фіксують дані про зроблені за допомогою карток платежі і видачу готівки. Також процесинговий центр може забезпечувати потреби банків-емітентів в емісії карток.
Кожна платіжна система розрахунків за платіжними картками накладає свої вимоги на процесингові центри, які здійснюють обробку операцій за платіжними картками. VISA та MasterCard — вимагають сертифікації платіжними системами як процесора третьої сторонни .
Diners Club International та American Express вимагають ліцензування платіжними системами на технологічне забезпечення операцій.

## Процесингові центри в Україні
Український процесінговий центр, офіційний сайт [Архівовано 24 березня 2022 у Wayback Machine.]
Процесинговий центр ПриватБанк
Процесинговий центр УкрКарт
Процесинговий центр банку ПУМБ
Процесинговий центр банку UniCredit Bank
Процесинговий центр банку Ощадбанк
Процесинговий центр банку Промінвестбанк
Процесинговий центр банку Індустріалбанк
Процесинговий центр ТАС Лінк

## Процесингові центри в Світі
Процесинговий центр First Data